# Биран (Куба)
Биран (шп. Birán) је градић у Куби, у провинцији Олгин, можда најпознатији по томе што се у њему, 1926. године, родио кубански државник Фидел Кастро. Кастров отац је овде посједовао 23.000 хектара (93 квадратна километра) земље.
Налази се 30 километара југозападно од Мајарија и 9 километара јужно од Куета, у подножју планина Нипе.